# Canton de Saint-Joseph (La Réunion)
Pour les articles homonymes, voir Canton de Saint-Joseph.
Le canton de Saint-Joseph est une circonscription électorale française du département de la Réunion créée par le décret du 24 février 2014. Il tient lieu de circonscription d'élection des conseillers départementaux et entre en vigueur lors des élections départementales de 2015.

## Histoire
Un nouveau découpage territorial de La Réunion entre en vigueur à l'occasion des premières élections départementales suivant le décret du 24 février 2014. Les conseillers départementaux sont, à compter de ces élections, élus au scrutin majoritaire binominal mixte. Les électeurs de chaque canton élisent au Conseil départemental, nouvelle appellation du Conseil général, deux membres de sexe différent, qui se présentent en binôme de candidats. Les conseillers départementaux sont élus pour 6 ans au scrutin binominal majoritaire à deux tours, l'accès au second tour nécessitant 12,5 % des inscrits au 1er tour. En outre la totalité des conseillers départementaux est renouvelée. Ce nouveau mode de scrutin nécessite un redécoupage des cantons dont le nombre est divisé par deux avec arrondi à l'unité impaire supérieure si ce nombre n'est pas entier impair, assorti de conditions de seuils minimaux. Dans La Réunion, le nombre de cantons passe ainsi de 49 à 25.

## Représentation
| Période élective | Période élective | Mandat | Mandat   | Identité                   | Nuance | Nuance | Qualité                           |
| ---------------- | ---------------- | ------ | -------- | -------------------------- | ------ | ------ | --------------------------------- |
| 2015             | 2021             | 2015   | 2021     | Inelda Baussillon          |        | PS     | Adjointe au maire de Saint-Joseph |
| 2015             | 2021             | 2015   | 2021     | Harry Mussard              |        | PS     | Adjoint au maire de Saint-Joseph  |
| 2021             | 2028             | 2021   | en cours | Inelda Leveneur-Baussillon |        | PS     | Conseillère sortante              |
| 2021             | 2028             | 2021   | en cours | Harry Mussard              |        | PS     | Conseiller sortant                |

### Résultats détaillés

#### Élections de mars 2015
Lors des élections départementales de 2015, le binôme composé de Inelda Baussillon et Harry Mussard (PS) est élu au premier tour avec 61,03 % des voix. Le taux de participation est de 61,92 % (13 362 votants sur 21 579 inscrits) contre 43,81 % au niveau départemental et 50,17 % au niveau national.

#### Élections de juin 2021
Le premier tour des élections départementales de 2021 est marqué par un très faible taux de participation (33,26 % au niveau national). Dans le canton de Saint-Joseph (La Réunion), ce taux de participation est de 46,51 % (10 754 votants sur 23 124 inscrits) contre 36,5 % au niveau départemental. À l'issue de ce premier tour,  le binôme constitué de Inelda Leveneur-Baussillon et Harry Mussard (DVG) est élu avec 77,58 % des suffrages exprimés.

## Composition
| Nom                                  | Code Insee | Intercommunalité | Superficie (km2) | Population (dernière pop. légale)                | Densité (hab./km2) | Modifier                                    |
| ------------------------------------ | ---------- | ---------------- | ---------------- | ------------------------------------------------ | ------------------ | ------------------------------------------- |
| Saint-Joseph (bureau centralisateur) | 97412      | CA du Sud        | 178,50           | Fraction : 28 555 (2022) Commune : 38 992 (2022) | 218                | modifier les données · modifier les données |
| Canton de Saint-Joseph               | 97413      |                  |                  | 28 555 (2022)                                    |                    | modifier les données                        |

Le canton de Saint-Joseph est formé de la partie de la commune de Saint-Joseph située à l'est d'une ligne définie par l'axe des voies et limites suivantes : depuis la limite territoriale de la commune de Petite-Île, ligne de 5 437 mètres reliant les trois points de longitude et latitude respectives 355343,46/7644284,43, 356218,35/7642624,61 et 356672,30/7639412,60, rue Louis-Payet (direction Sud), ligne de 800 mètres reliant les trois points de longitude et latitude respectives 356722,99/7639195,40, 356974,20/7638726,68 et 356897,11/7638469,81, chemin de la Falaise (direction Sud-Est), ligne de 1 682 mètres reliant les trois points de longitude et latitude respectives 356799,57/7638042,28, 356750,69/7636629,23 et 356484,77/7636661,19, rue Marius-et-Ary-Leblond (direction Nord-Ouest), rue Edmond-Albius, segment de 426 mètres reliant les deux points de longitude et latitude respectives 356164,42/7636719,01 et 355956,47/7636347,62, rue des Coccinelles (direction Sud), ligne de 226 mètres reliant les trois points de longitude et latitude respectives 355961,48/7636333,39, 355981,18/7636263,00 et 355981,13/7636109,86, rue Trovalet (direction Sud puis Sud-Est), rue Marius-et-Ary-Leblond (direction Sud-Ouest), segment de 253 mètres reliant les deux points de longitude et latitude respectives 356036,47/7635713,91 et 356038,08/7635761,69, rue de la Crèche, rue Augustin-Mondon (direction Est), rue Roland-Garros (direction Sud), rue Juliette-Dodu, ligne de 249 mètres reliant les trois points de longitude et latitude respectives 356100,63/7635319,01, 356054,48/7635114,11 et 356078,69/7635083,93, rue Raphaël-Babet (direction Est), rue de l'Amiral-Lacaze, rue de la Cayenne, segment de 97 mètres reliant les deux points de longitude et latitude respectives 356158,90/7634533,46 et 356154,65/7634436,20, jusqu'au littoral. Il est entièrement inclus dans l'arrondissement de Saint-Pierre. Le bureau centralisateur est situé à Saint-Joseph.

## Démographie
En 2022, le canton comptait 28 555 habitants, en évolution de +4,45 % par rapport à 2016 (La Réunion : +3,33 %, France hors Mayotte : +2,11 %).
| 2013   | 2018   | 2022   |
| ------ | ------ | ------ |
| 27 306 | 27 226 | 28 555 |